# Peltre
Peltre (Duits: Pelter)  is een gemeente in het Franse departement Moselle (regio Grand Est). Peltre telde op 1 januari 2022 1.803 inwoners.

## Geschiedenis
De gemeente maakte deel uit van het kanton Verny in het arrondissement Metz-Campagne tot op 22 maart 2015 beide werden opgeheven. Bazoncourt werd opgenomen in het nieuwgevormde kanton Le Pays Messin, dat onderdeel werd van het arrondissement Metz.

## Geografie
De oppervlakte van Peltre bedroeg op 1 januari 2022 8,37 vierkante kilometer; de bevolkingsdichtheid was toen 215,4 inwoners per km².

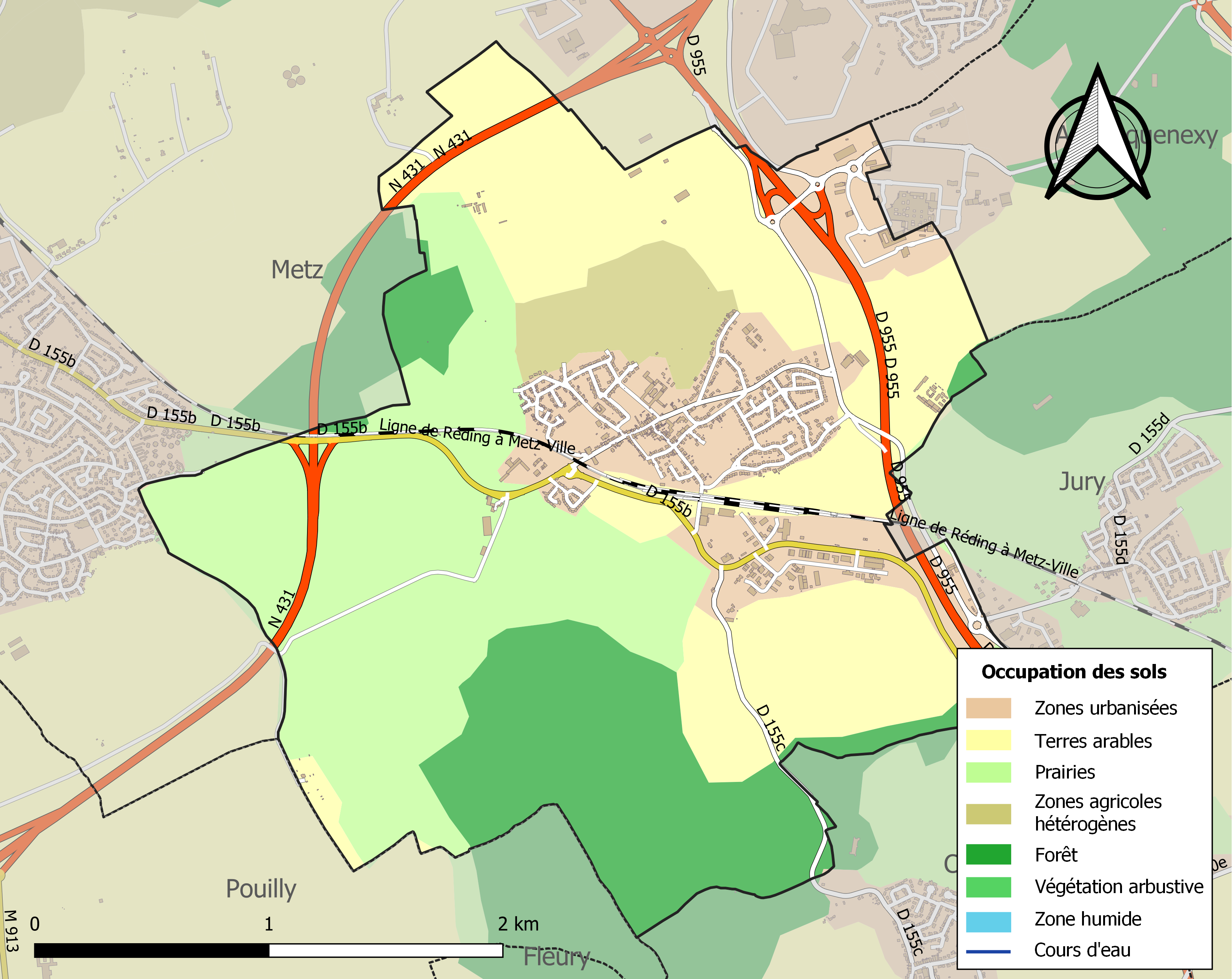
Kaart van de gemeente met de belangrijkste infrastructuur, bodemgebruik en omliggende gemeenten

## Demografie
Onderstaande figuur toont het verloop van het inwonertal (bron: INSEE-tellingen).